# Cattedrali nelle Isole Vergini Americane
Questa è una lista delle cattedrali nelle Isole Vergini Americane.

## Cattedrale cattolica
| Cattedrale                          | Diocesi                 | Città            | Dedicazione            | Immagine |
| ----------------------------------- | ----------------------- | ---------------- | ---------------------- | -------- |
| Cattedrale dei Santi Pietro e Paolo | Diocesi di Saint Thomas | Charlotte Amalie | San Pietro e San Paolo |          |

## Cattedrale episcopale
| Cattedrale                  | Diocesi                                | Città            | Dedicazione | Immagine |
| --------------------------- | -------------------------------------- | ---------------- | ----------- | -------- |
| Cattedrale di Tutti i Santi | Diocesi episcopale delle Isole Vergini | Charlotte Amalie | Ognissanti  |          |